# Ростовщиков, Валерий Александрович
Валерий Александрович Ростовщиков (01.12.1956, Тюменская область) — командир отдельного инженерно-саперного батальона 20-й гвардейской Прикарпатско-Берлинской Краснознамённой ордена Суворова 2-й степени мотострелковой дивизии, подполковник.

## Биография
Родился 1 декабря 1956 года в селе Юрто-Бор Ярковского района Тюменской области. С 1966 года жил в городе Тюмень. Окончив 10 классов, поступил в Тюменский индустриальный институт на геологический факультет. Но проучился только год и поступил в военное училище.
В 1979 году окончил Тюменское высшее военно-инженерное командное училище имени маршала инженерных войск А. И. Прошлякова. Для прохождения службы был направлен в Группу советских войск в Германии на должность командира взвода инженерно-саперной части. В 1984 году переведен в отдельный инженерно-саперный батальон, дислоцировавшийся в городе Волжский Волгоградской области.
В 1994 году майор Ростовщиков назначен командиром инженерно-саперного батальона, вошедшего в состав 20-й гвардейской мотострелковой дивизии, выведенной из Германии. И на второй месяц после вступления в должность, в декабре 1994 года, в составе батальоне убыл в первую командировку в Чечню. Принимал участие в боях в городе Грозном, в штурме президентского дворца Джохара Дудуаева.
В 1995 году окончил командный факультет Военно-инженерной академии имени В. В. Куйбышева. В сентябре 1999 года подполковник Ростовщиков вновь убыл в командировку в Чечню. Его инженерно-саперный батальон занимался строительством переправ, фортификационных сооружений, инженерной разведкой, добычей и очисткой воды, словом, всем, что касается жизнеобеспечения мотострелковых подразделений.
8 октября 1999 года инженерно-саперному подразделению была поставлена задача, обеспечить выдвижение и переправу частей Федеральных сил через водную преграду. Инженерно-разведывательная группа, возглавляемая подполковником Ростовщиковым, выйдя к мосту, обнаружила что боевики, оставив охранение около моста, занимаются фортификационным оборудованием местности. Скрытно подойдя к мосту, группа уничтожила боевое охранение. Подполковник Ростовщиков лично начал проверку моста на наличие взрывоопасных предметов. Под огнём противника, рискуя в любой момент быть взорванным, им был обезврежен фугас, управление которым находилось в руках боевиков. Первым переправился на противоположный берег где, заняв оборону, оказался отрезанным от своего подразделения. В течение 2 часов удерживал захваченную позицию, ведя бой с превосходящими силами противника, не давая ему уничтожить мост и тем самым сорвать наступление наших войск. За время второй чеченской командировки подчиненные Ростовщикова обезвредили 22600 мин и снарядов.
Указом Президента Российской Федерации от 30 декабря 1999 года за мужество и героизм, проявленные в чрезвычайных обстоятельствах, за смелые и решительные действия в условиях сопряженных с риском для жизни, подполковнику Ростовщикову Валерию Александровичу присвоено звание Героя Российской Федерации.
В 2000—2003 годах — начальник отдела учебного центра инженерных войск Северо-Кавказского военного округа в городе Волжском. В 2003 году уволен в запас.
В 2004—2007 годах — заместитель главы администрации города Волжский Волгоградской области. С 2007 по февраль 2009 года — директор по безопасности и директор по общественным связям ОАО «Волжский трубный завод». С 23 апреля 2009 года — уполномоченный по правам человека по Волгоградской области. Председатель общественной организации ветеранов Вооруженных Сил «Честь имею» города Волжского.
Живёт в городе Волжском Волгоградской области.
Награждён орденом Мужества, медалями, именным оружием.